# Julian Garnier
Julian Garnier († 1275) war als Julian von Sidon 1240 bis 1260 der letzte amtierende Graf von Sidon.

## Leben

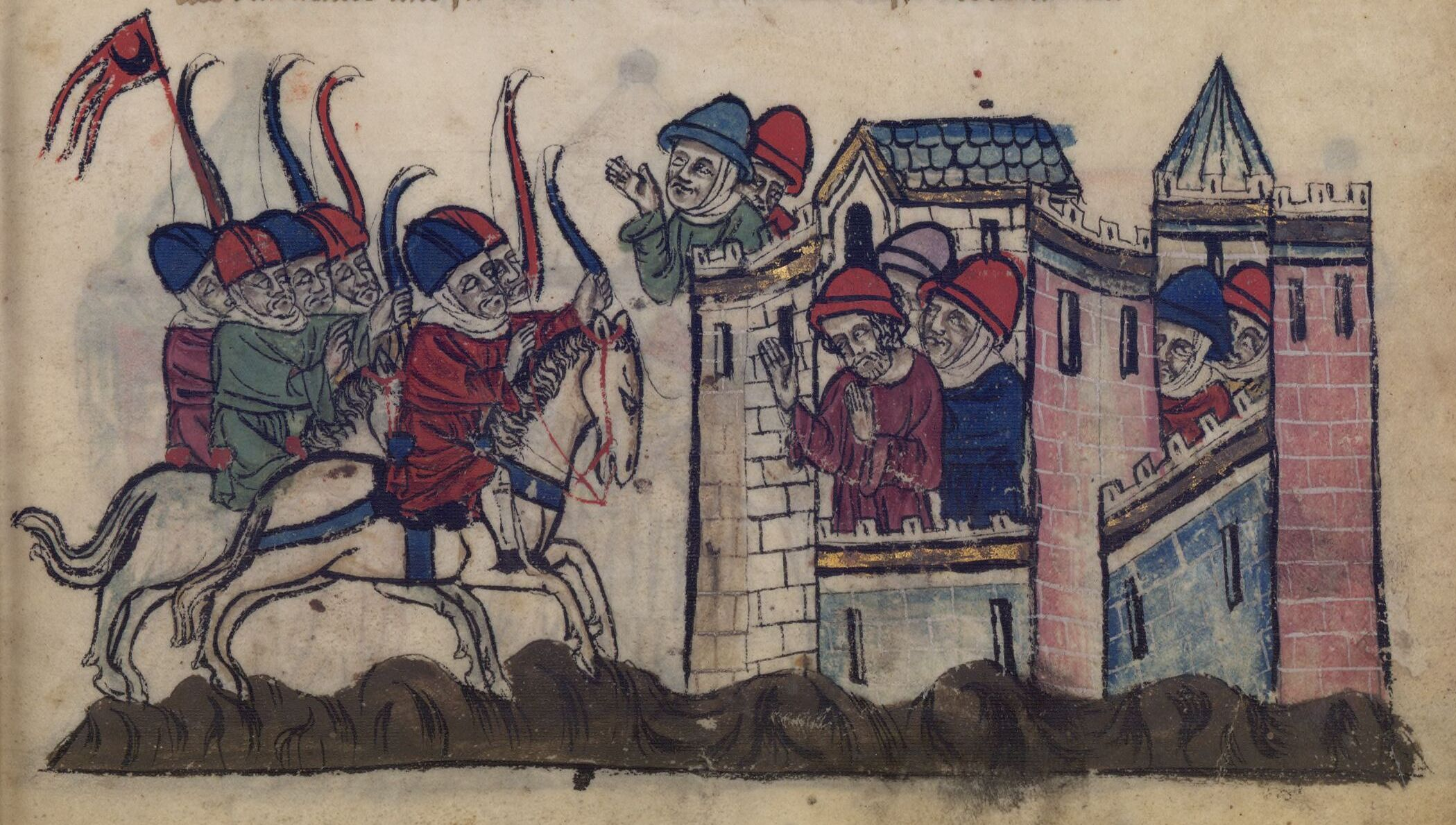
Die Einnahme von Sidon 1260 durch die Mongolen unter Kitbukha. Darstellung aus der Flor des estoires de la terre d’Orient von Hethum von Korykos, zweite Hälfte des 13. Jahrhunderts.

Er war der Sohn von Balian (I.) Garnier und Marguerite de Reynel. Als sein Vater 1240 (oder 1241) starb, wurde Julian Graf von Sidon.
1252 oder 1255 heiratete er Euphemia († 1309), Tochter des Königs Hethum I. von Kleinarmenien. Zwischen 1256 und 1261 pflegte er eine Beziehung zu Plaisance von Antiochia († 1261), der Witwe Heinrichs I. von Zypern, weswegen ihn der Papst mahnte diese zu heiraten. Mit Euphemia hatte er drei Kinder:
- Balian II. Garnier († 1277 bei Botron) ⚭ Marie von Gibelet, Tochter des Heinrich I. Embriaco, Herr von Gibelet;
- Johann († 1289 in Kleinarmenien);
- Margarethe ⚭ Guido II. Embriaco († 1282), Herr von Gibelet.

1256 verkaufte Julian die als Vasall zu seiner Grafschaft gehörige Herrschaft Schuf an den Deutschen Orden.
1260 beteiligte er sich an einem Überfall auf die Mongolen, die gerade Damaskus erobert hatten. Als diese im Gegenzug begannen das Umland von Sidon zu verwüsten, verkaufte Julian seine Grafschaft, einschließlich der Burg Beaufort, dem Templerorden und trat anschließend auch selbst dem Orden bei. Die Stadt Sidon wurde noch 1260 von den Mongolen unter Kitbukha geplündert und fiel 1291 an die Mamluken.
Julian trennte sich nach 1260 von seiner Gattin aus kleinarmenischen Königshaus, dem mongolischen Hauptverbündeten, oder sie sich von ihm. Allerdings vermied er es, die Mongolen weiter zu provozieren.